# 滇东假卫矛
滇东假卫矛（学名：Microtropis henryi）为卫矛科假卫矛属的植物，是中国的特有植物。分布在中国大陆的云南等地，生长于海拔1,000米至1,500米的地区，见于密林较湿土壤中，目前尚未由人工引种栽培。